# Santiago Corella
Santiago Corella Ruiz (Auñón, Guadalajara, 12 de enero de 1954 - desaparecido el 12 de noviembre de 1983), alias El Nani, fue un conocido delincuente español durante los años 1980 que adquirió cierta fama a partir de su desaparición. Su historia fue llevada al cine.
En 1996 la justicia española lo declaró fallecido tras llevar desaparecido más de diez años.

## Biografía
Hijo de Santos Corella y Consuelo Ruiz, siendo un niño se mudó a Madrid. A comienzos de los años 1980 ya era un delincuente conocido en la Brigada Regional de la Policía Judicial de Madrid. Con anterioridad a su desaparición había sido detenido en tres ocasiones (una de ellas el 12 de noviembre de 1981) por su relación con un atraco a una joyería de León. El botín de aquel atraco, unos 40 kilos de oro, no se llegó a encontrar. Tras un atraco perpetrado en 1980, durante la huida, "El Nani" atropelló a un inspector de policía, Victoriano Gutiérrez Lobo, con el que años después se volvería a cruzar.

### Matrimonio
Santiago Corella estaba casado con Soledad («Sol») Montero, a la que maltrataba, antes y después de la boda, a la que era infiel y con la que estaba en proceso de separación:

Nani se enfadó terriblemente, levantó la mano y le dio un golpe. Sol se marchó a su casa con un ojo morado y dijo que había chocado con otra chica.

El matrimonio tenía dos hijos, Eva y Rubén.

### Detención y desaparición
Después de haber salido de prisión, el 12 de noviembre de 1983 fue detenido otra vez por su posible relación con un atraco que se había cometido recientemente en una joyería. Poco antes, a Corella le habían ofrecido cometer un atraco en una joyería de Lavapiés, aunque este lo había rechazado. 
Además de a "El Nani", los policías (entre los que se encontraba el inspector Victoriano Gutiérrez Lobo) también detuvieron a su esposa y a varios miembros de su familia. Todos ellos fueron llevados a las dependencias policiales de la Dirección General de Seguridad (DGS), en la Puerta del Sol. Una vez allí, durante el interrogatorio, "El Nani" recibió torturas por parte de varios policías, que insistían en atribuirle el atraco a una joyería, a pesar de que él lo negaba, y sobre el paradero de las joyas robadas. Uno de los socios de "El Nani", también detenido, fue el último en verlo con vida, mientras era trasladado a rastras por un pasillo. Posteriormente se informó que "El Nani" fue llevado por policías a un descampado de Vicálvaro para que indicara la ubicación de varias armas, pero que aprovechó la oscuridad para escapar. Desde ese mismo momento hubo contradicciones en torno a lo que había sucedido durante la detención, y la propia familia denunció que Corella había sido asesinado por los policías.
Posteriormente fueron detenidos los auténticos autores del atraco, aunque Santiago Corella seguía estando en paradero desconocido. Meses después de la desaparición, la prensa se empezó a hacer eco del hecho y también comenzó una investigación sobre lo acaecido durante su detención. Durante algún tiempo el caso estuvo parado, pero cuando, en 1986, un joyero denunció la existencia de una mafia policial que organizaba atracos y su relación con el "Caso Nani", ello supuso la reapertura de la investigación. En su declaración, el joyero señaló que Corella había muerto de un infarto en la comisaría y que había sido enterrado en cal viva en el descampado de Vicálvaro.
En enero de 1988 el aristócrata Jaime Mesía Figueroa, que mantenía una estrecha amistad con los policías implicados, declaró a la revistá Interviú que el Nani estaba muerto y que "él mismo lo había enterrado". Asimismo, declaró que junto a Corella podrían encontrarse otros cadáveres. La justicia creyó que era posible que el cadáver de "El Nani" se encontrara en la finca que Mesía tenía entonces en la provincia de Córdoba. La Guardia Civil también buscó el cadáver en los embalses de Guadalén (Jaén), y en los de Puente Nuevo y Guadanuño (Córdoba).

## Sentencias y recursos

### Sentencia de la Audiencia Provincial de Madrid
En septiembre de 1988, la Sección Cuarta de la Audiencia Provincial de Madrid condenó al comisario Francisco Javier Fernández Álvarez a un total de 29 años, siete meses y un día de cárcel; al inspector Victoriano Gutiérrez Lobo a un total de 29 años, dos meses y un día; y al inspector Francisco Aguilar González a un total de 29 años, cinco meses y un día. El tribunal absolvió de todas las acusaciones a los otros cuatro policías procesados en la causa. Los tres policías fueron condenados como autores criminalmente responsables de un delito continuado de falsedad documental y de un delito de detención ilegal con "desaparición forzada", tipo recogido en el artículo 483 del Código Penal entonces vigente. Además, dichos policías fueron también condenados a otras penas menores por torturas y privación de derechos cívicos a Ángel Manzano (compañero de atracos de Santiago Corella) y Soledad Montero (esposa de Santiago Corella), por detención ilegal de tres de las hermanas de Santiago Corella y por un delito de quebranto domiciliario.

### Artículo 483 del anterior Código Penal
El citado artículo 483 del anterior Código Penal español no ha estado exento de polémica y muchos tratadistas de Derecho Penal pensaban que era anticonstitucional por vulnerar la presunción de inocencia. La tratadista de Derecho Penal María Luisa Maqueda Abréu había planteado la posibilidad de perseguir por prevaricación a los jueces que aplicasen el citado artículo. Uno de los abogados defensores adujo un texto de 1980 en el que, según él, el propio presidente de la Sala Segunda del Tribunal Supremo, Enrique Ruiz Vadillo, criticaba la configuración del tipo delictivo. Precisamente Enrique Ruiz Vadillo fue el ponente de la sentencia del Tribunal Supremo que confirmó las condenas en 1990.

### Reacciones a la sentencia
Después de conocer la sentencia, Jaime Sanz de Bremond, abogado de la acusación particular, destacó:

La sentencia demuestra hasta qué punto se han equivocado los condenados al no querer admitir los hechos, ya que si hubiesen admitido que Santiago Corella falleció como consecuencia de las torturas, la sentencia, quizás, no hubiese sido tan dura.

Esto es cierto: entonces la pena por homicidio simple era de reclusión menor (de 12 años y un día a 20 años) mientras que la pena aplicada y señalada en el citado artículo 483 del Código Penal entonces vigente era de reclusión mayor (de 20 años y un día a 30 años), mucho más dura.
La sentencia produjo malestar entre los policías por estimar que se había vulnerado la presunción de inocencia. Miguel Martín Pedraz, dirigente del Sindicato Profesional de Policía, manifestó que la sentencia sobre la desaparición del Nani era "la gota que colma el vaso", ya que los funcionarios que prestaban servicio en grupos de lucha directa contra la delincuencia y el terrorismo se sentían "maltratados". El Sindicato Unificado de Policía hizo público un comunicado en el que consideraba "excesivas" las condenas contenidas en la citada sentencia y recordaba que en otros casos con personas encausadas por delitos de asesinato las condenas han sido "bastante inferiores".

### Sentencia del Tribunal Supremo
El 25 de junio de 1990 el Tribunal Supremo pronunció una sentencia (de la que fue ponente precisamente Enrique Ruiz Vadillo, antes citado) que confirmó las condenas.

### Recursos ante el Tribunal Constitucional
El 17 de julio de 1990 se presentó, en debida forma, en el Registro del Tribunal Constitucional demanda de amparo a nombre de don Francisco Javier Fernández Álvarez (uno de los policías condenados) contra las sentencias dictadas por la Sección Cuarta de la Audiencia Provincial de Madrid y por la Sala Segunda del Tribunal Supremo. Se decidió la inadmisión de dicho recurso de amparo. En otras dos resoluciones, el Tribunal Constitucional acordó, igualmente, no admitir a trámite los recursos de amparo interpuestos también a nombre de los otros dos policías condenados. Todo ello a pesar de que anteriormente la mayoría de los penalistas había considerado anticonstitucional el citado artículo 483 del anterior Código Penal. Además, el citado artículo, como reconoce la sentencia del Tribunal Supremo, ha sido criticado por buena parte de los tratadistas como un "delito de sospecha", es decir, que su aplicación se centraría en la "sospecha" de la muerte del detenido que ha desaparecido. Sin embargo, a raíz del caso “El Nani” una parte significativa de la doctrina española pasó a declararse partidaria de la constitucionalidad del citado precepto.

### Cuestiones jurídicas
En relación con estas sentencias, se plantean una serie de cuestiones jurídicas. ¿Qué pasaría en estos casos?:
1º Si Santiago Corella hubiera aparecido vivo después de las sentencias. En ese caso, ¿quién debería ser condenado por esas sentencias?
2º Si se hubiese encontrado su cadáver pero su muerte hubiera ocurrido por causa natural.
3º Si se hubiese demostrado que fue víctima de homicidio por imprudencia, al que corresponde una pena muchísimo menor que a la que fueron condenados los tres policías.
4º Si se hubiese demostrado que, de los tres policías condenados, dos mataron a Santiago Corella pero el tercero no lo mató.
5º Si se hubiese demostrado que ninguno de los tres policías condenados mató a Santiago Corella, sino que lo había matado otro policía, que no había sido condenado por este caso.
6º Si se demostrase que se cometió un delito de homicidio doloso. ¿Podrían ser condenados luego por ese homicidio? Pero entonces, ¿qué es lo que castiga el art. 483?

## Filmografía
- Hay una película dirigida por Roberto Bodegas, titulada Matar al Nani, basada en este delincuente. Dicha película se estrenó en abril de 1988, es decir, antes de la sentencia de la Audiencia Provincial de Madrid condenando a tres policías en relación con el caso "El Nani".
- En 2023, RTVE estrenó el documental Pacto de silencio, que reconstruía el proceso judicial y su contexto con material inédito. En él, el abogado de los policías (Emilio Rodríguez Menéndez) afirmaba haber visto a El Nani muerto en la Dirección General de Seguridad.[42][43]